# اسحاق الفاسی

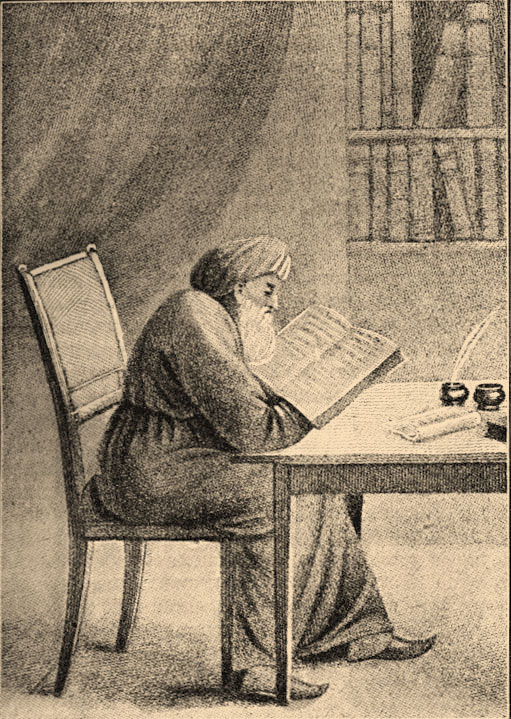
اسحاق الفاسی

اسحاق الفاسی (۱۰۱۳ - ۱۱۰۳)(عبری: ר 'יצחק אלפסי)معروف به خاخام اسحاق الفاسی بود که شهرتش به دلیل شناخت حرفه‌ای تلمود و قوانین یهودی بود. او را با نام ریف (Rif) نیز می‌شناسند. او به دلیل زندگی در شهر فاس در مراکش به الفاسی مشهور است.
او در شهر فاس واقع در مراکش به دنیا آمد. او در ۷۵ سالگی (۱۰۸۸) به اندلس گریخت و باعث احیای مطالعه تلمود در اندلس شد. او زمانی به اندلس گریخت که آزادی فعالیت‌های مذهبی به اوج خود رسیده بود.
یهودا لاویکه شاعری یهودی بود از شاگردان بزرگ او به‌شمار می‌رود. او نقش کلیدی در ترکیب فرقه‌ای یهودیان در اندلس بازی کرد.